# Distretto di Kalulushi
Il distretto di Kalulushi è un distretto dello Zambia, parte della Provincia di Copperbelt.
Il distretto comprende 22 ward:
- Buseko
- Chambishi
- Chankalamo
- Chati
- Chembe
- Chibuluma
- Dongwe
- Ichimpe
- Kafue
- Kalanga
- Kalengwa
- Kalungwishi
- Kankonshi
- Luapula
- Lubuto
- Lukoshi
- Lulamba
- Musakashi
- Mwambashi
- Ngweshi
- Remmy Chisupa
- Twaiteka